# Полимље
Полимље је географска и историјска област у сливу реке Лима. У Полимље спадају подручја свих општина кроз које протиче река Лим, са својим притокама. Полимље се дели на два начина: према двојној подели, на Горње Полимље (јужни део) и Доње Полимље (северни део), а према тројној подели, на Горње, Средње и Доње. Доње Полимље одговара општинама у Србији и Републици Српској кроз које протиче Лим, а Горње Полимље обухвата полимске општине у Црној Гори, с тим што се област око бијелог Поља према тројној подели рачуна као Средње Полимље. Центри ове области су Прибој, Пријепоље, Бродарево, Бијело Поље, Беране, Андријевица, Плав. Долином Лима пролазе многи важни путеви и пруге (попут пруге Београд-Бар), тако да ова област има посебан саобраћајни значај. Регија се индустријски развија, али се негују и традиционални занати, углавном за потребе сеоског туризма (један од најпознатијих производа из Полимља је пештерски сир).

## Историја
Током раног средњег века, целокупно Полимље је било у саставу тадашње Кнежевине Србије, а касније се током 11. и 12. века налазило у саставу Великожупанске Србије (Рашке). Као једна од средишњих регија у држави Немањића, Полимље је имало веома важну улогу у време Српског краљевства и Српског царства. У црквеном погледу, Полимље је првобитно припадало древној Рашкој епархији, све до 1219. године, када је Свети Сава на том подручју установио две нове епархије: Будимљанску за подручје Горњег Полимља и Дабарску за подручје Доњег Полимља. На подручју Полимља постоји велики број културно-историјских споменика из времена средњовековне српске државе, као што су манастири Ђурђеви Ступови код Берана, Бања код Прибоја, Милешева код Пријепоља и други.
У другој половини 14. века, након распада Српског царства, долази до значајних промена, тако да од тог времена два дела Полимља имају различите историје, пошто Доње Полимље улази у састав државе Котроманића и Косача, те средином 15. века постаје део Херцеговине Светог Саве, док Горње Полимље улази у састав Земље Бранковића и постаје део Српске деспотовине.

## Горње Полимље
Горње Полимље обухвата области у горњем сливу реке Лима, са ширим или ужим опсегом. Према ширем опсегу, појам Горњег Полимља обухвата целокупно подручје од Гусиња и Плава до Бијелог Поља. Међутим, према ужем опсегу, у Горње Полимље спада само простор до Берана, док се подручје око Бијелог Поља често рачуна као Средње Полимље. У средњем веку, подручје Горњег Полимља је било познато као жупа и област Будимља, у којој је 1219. године Свети Сава установио Будимљанску епархију.

## Доње Полимље
Доње Полимље је географска област у Србији и Републици Српској, која обухвата територију општина Пријепоље и Прибој у Србији, као и територију општине Рудо у Републици Српској. На простору општине Рудо се налази истоимено насељено место Полимље. У средњем веку, подручје Доњег Полимља је било познато као жупа и област Дабар, у којој је 1219. године Свети Сава установио Дабарску епархију. Током раздобља турске власти, највећи део Доњег Полимља био је у саставу Херцеговачког санџака.

## Становништво
Становништво Полимља је етнички и верски мешовито. Према етничкој подели, на подручју Полимља живе: Срби, етнички Црногорци, Бошњаци, Муслимани, Албанци, Роми и други. Према верској подели, на подручју Полимља живе: православци и муслимани, као и мањи број католика.
Општи регионални назив за становнике Полимља гласи: Полимци, а у ранијим временима употребљаван је и старински назив Полимљани.